# Teresa Cónsul
Teresa Cónsul (Pola de Siero, ¿? - Oviedo, 28 de septiembre de 1834) fue una monja y escritora española, que escribió tanto en español como en asturiano.

## Trayectoria
En 1787, ingresó como monja benedictina en el convento de Santa María de la Vega de Oviedo. Allí vivió, ocupando diversos cargos de la congregación, hasta su muerte en 1834, a causa del cólera que asolaba Oviedo. Perteneció a la llamada Generación del medio siglo, de escritores asturianos, junto a Josefa Jovellanos, Juan González Villar, Bruno Cepeda y Antón Balvidare.
Solo se conserva un entremés de temática religiosa, recuperado por Álvaro Arias en 1996. Aunque el crítico Constantino Suárez, en su ensayo Escritores y artistas asturianos, sostenía que escribió poemas en asturiano y que había escrito más entremeses, aunque estén perdidos. El entremés, de asunto religioso, está escrito en asturiano y castellano, y lleva por título Entremés representado en el Monasterio de Santa María de la Vega de Oviedo, el día de San Benito, con el que festejaron los días de su Abadesa, la Señora Dª Benita Merás, en el último año de su Prelacía, aquellas Monjas.
En la pieza intervienen una tabernera, una monja llamada Inés, su hermano Toribio y varios monjes más que vienen a buscar a Inés. Toribio y la tabernera hablan asturiano; Inés habla castellano en el que intercala palabras asturianas y, los monjes, castellano puro. El uso de ambos idiomas está relacionado con la cultura de los hablantes, así los hablantes del asturiano tienen una extracción social más baja y, por tanto, un nivel de educación más bajo también.
Máximo Fuertes Acevedo daba noticia de Cónsul en 1885. El manuscrito conservado se hallaba en la biblioteca de la familia de Fuertes Acevedo que se conserva en el Real Instituto de Estudios Asturianos. Forma parte de un volumen en el que hay copias de otras composiciones.